# 戴氏克拉爬鰍
戴氏克拉爬鰍（学名：Claea dabryi）为輻鰭魚綱鯉形目條鳅科克拉爬鳅属的鱼类，俗名戴氏山鳅。在中国，分布于四川及其毗连的云南北部、贵州和湖北西部的长江干流僦其附属水体等，常见于激流砾石底质河段。本魚體延長且側扁，嘴呈弓形，上嘴唇平滑，下唇在兩邊上具有一個中央的凹槽與二個犁溝，體無鱗片，側線完整, 延伸至尾部的基底，肛門位於臀鰭基部前大約 1.0-1.5 眼直徑，尾鰭些微地分叉，背鳍前後各有4-6塊深褐色横斑，體長可達9.9公分。棲息在水質清澈且湍急、礫石底質的溪流底層水域，该物种的模式产地在雅安附近的硗碛。

## 扩展阅读
維基物種上的相關：戴氏克拉爬鰍